# Públio Sílio Nerva
Públio Sílio Nerva (em latim: Publius Silius Nerva) foi um senador e general romano eleito cônsul em 20 a.C. juntamente com Marco Apuleio.

## Biografia
Nerva era filho de um senador que atingiu o cargo de propretor. Partidário do imperador Augusto, Nerva foi recompensado com diversos cargos importantes ao longo de sua carreira.
Após ocupar todos os postos do cursus honorum, recebeu como recompensa o consulado, em 20 a.C., ao lado de Marco Apuleio, tornando-se um dos muitos homens novos enobrecidos durante o principado de Augusto.
Após seu consulado foi despachado para a Hispânia Citerior, em 19 a.C., na função de legado augusto propretor, onde se envolveu nas Guerras Cantábrias auxiliando Marco Vipsânio Agripa e finalmente conseguiu por fim à longa e sangrenta campanha. Em seguida foi despachado à província de Ilírico, onde ocupou o cargo de legado de 17 a 16 a.C.
Nerva teve três filhos e todos ocuparam o cargo de cônsul: Aulo Licínio Nerva Siliano (em 7 d.C.), Públio Sílio (cônsul sufecto em 3 d.C.) e Caio Sílio (em 13 d.C.).